# Омбо-Ердені-хунтайджі
Омбо-Ердені-хунтайджі (д/н — 1657) — 2-й алтин-хан монголів в Халхці у 1627—1657 роках.

## Життєпис
Син Убаші-хунтайджі, монгольського алтин-хана. У 1627 році після смерті батька успадкував владу. Продовжив війну проти ойратів, яких очолював Хара-Хула. Протягом 1628—1629 років зазнав тяжких поразок від останніх, внаслідок чого остаточно втратив усі завоювання, захопленні раніше. Цими невдачами спробував скористатися номінальний каган Лігден-хан, що завдав поразки Омбо-Ердені-хунтайджі.
1631 року алтин-хан спрямував до Томська посольство з пропозицією про союз. Томський воєвода відправив у відповідь посольство для укладення договору, сподіваючись використати війська Омбо-Ердені-хунтайджі проти ойратів, що становили небезпеку для сибірських володінь Московського царства. У 1633 році зазнав нових поразок від ойратів й Лігден-хана, відступивши до річки Абакан. Звідси спрямував нове посольство до Томська. Того ж року отримав жалувану грамоту царя Михайла I про взяття у підданство алтин-хана. Втім коли московське посольство прибуло до монголів, її прийняв представник Омбо-Ердені-хунтайджі, а не він сам. Згодом це дало змогу в разі потреби не визнавати грамоту дійсною.
У 1634 році з Москви до алтин-хана прибуло посольство на чолі з Яковом Тухачевським. Йому були дані інструкції в тому, щоб схилити Омбо-Ердені-хунтайджі до переходу в московське підданство. Але коли посольство прибуло до ханської ставку, з'ясувалося, що алтин-хан оговтався від поразки, завданої йому Лігден-ханом, і військова допомога йому не дуже потрібна. Було укладено лише договір про мир і дружбу. В подальшому у 1636 і 1638 роках прийняв нові московські посольства.
Водночас Омбо-Ердені-хунтайджі мав суперечності з московськими воєводами щодо збирання данини з єнісейських киргизів та сибірських татар, яких вважав своїми васалами. Тому у лютому 1634 року відправив свого зятя Туралтабуна на допомогу киргизьким нойонам Езірченю і Бехтеню, з яких намагався взяти ясак загін козаків О. Просовецького. В результаті спільними діями вдалося змусити Просовецького відступити. У 1636 році зазнав важкої поразки від Джунгарії, вимушений був з володарем останнього — Батур-хунтайджі — укласти союзний договір.
У 1643 році Омбо-Ердені брав участь у великому поході на чолі з джунгарським володарем Батур-хунтайджі проти Казахського ханства. Втім Жанібек-хан спільно з узбецьким беком Ялантушем в місцевості Орбулак зумів витримати всі атаки джунгарів і монголів, завдавши тим значного удару.
У 1652 році до тубинців, сусідів сибірських татар, втік небіж алтин-хана — Мерген-тайші. Проти нього виступив Омбо-Ердені-хунтайджі, який взяв в облогу заколотника біля річки Сида. Після перемоги також здійснив похід до єнісейських киргизів, деякі з них спробували піти під зверхність Московії. У 1657 році через хворобу не мав змоги здійснити похід проти бунтівних сибірських татар, тому відправив сина і спадкоємця Лобсана. Того ж року Омбо-Ерденіпомер. Йому спадкував Лобсан.